# Relaciones Andorra-Serbia
Las relaciones Andorra-Serbia son las relaciones diplomáticas entre Andorra y Serbia.

## Descripción general
Las relaciones diplomáticas oficiales entre Andorra y Serbia se establecieron en 2005. El Ministro de Asuntos Exteriores de Serbia visitó Andorra en octubre de 2010.

## Relaciones económicas
- En 2016, el valor de los bienes exportados desde Serbia a Andorra alcanzó los 6,55 miles de dólares, incluyendo agua con sabor y guantes de tejer.[2] Ese año, el valor de los bienes exportados desde Andorra a Serbia ascendió a 133 mil dólares estadounidenses e incluyó principalmente circuitos eléctricos, partes de motores eléctricos, equipos de radio y otros.[3]
- En 2014, el valor de los bienes exportados de Serbia a Andorra ascendió a 92,8 miles de dólares e incluyó principalmente automóviles.[4] Ese año, el valor de la mercancía exportada de Andorra a Serbia ascendió a $ 90,000 e incluía principalmente afeitadoras.[5]

## Representación
- Andorra no está representada en Serbia, ni con embajada ni a nivel consular.
- Serbia no está representada en Andorra, ni con embajada ni a nivel consular.